# Laureana Ferrari Salomón
Laureana Ferrari Salomón (de nom de casada, Laureana Ferrari de Olazábal) (1803-1870) va ser una patriota argentina, dona de Manuel Olazábal, un dels principals comandants de l'Exèrcit dels Andes. És considerada una de les Patrícies Argentines, especialment per la seva participació en la confecció de la bandera de l'exèrcit alliberador.

## Biografia
Laureana Ferrari va néixer a Mendoza, al Virregnat del Río de la Plata (Argentina) el 4 de juliol de 1803, filla de Joaquín Ferrari i de María del Rosario Salomón.
El seu pare es va adherir a la causa patriota i tant el general José de San Martín com Remedios de Escalada eren hostes habituals de la seva llar.
Laureana Ferrari es destacava entre les joves de la ciutat de Cuyo pel seu patriotisme i es va convertir en amiga íntima de Remedios de Escalada. A la seva casa es van reunir per al sopar de Nadal de 1816 amb la presència de San Martín i la seva família, els seus principals oficials i altres veïns de la ciutat. En aquesta ocasió San Martín va sol·licitar en un brindis que les dames de Cuyo confeccionessin la bandera per a l'exèrcit dels Andes. Les que hi eren presents, Laureana Ferrari, Dolores Prats de Huisi, Margarita Corbalán i Mercedes Álvarez Morón es van comprometre a fer-ho abans del dia de Reis.

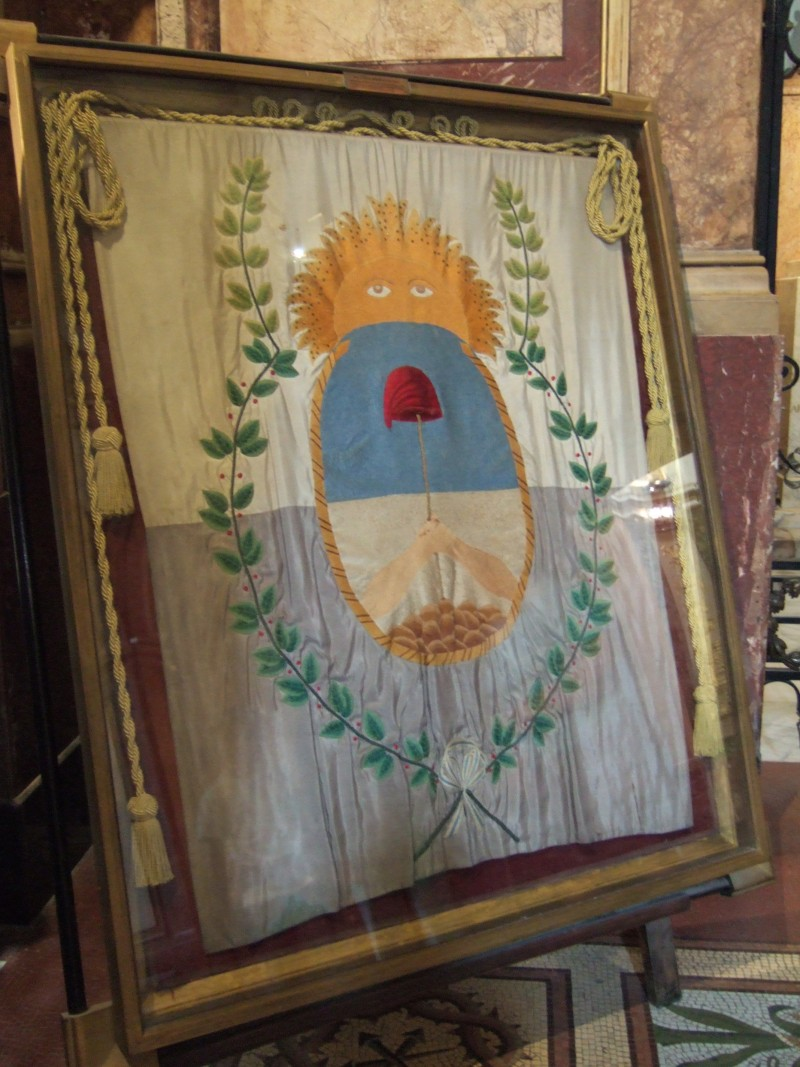
Bandera de l'Exèrcit dels Andes.

Laureana Ferrari va acompanyar la Remedios a comprar el material necessari. La bandera es va fer a casa seva i després de quatre dies i van poder acabar-la, abans de la data compromesa. De dos ventalls seus i una roseta de la seva mare, en va treure lluentons d'or i diversos diamants que van adornar l'escut.

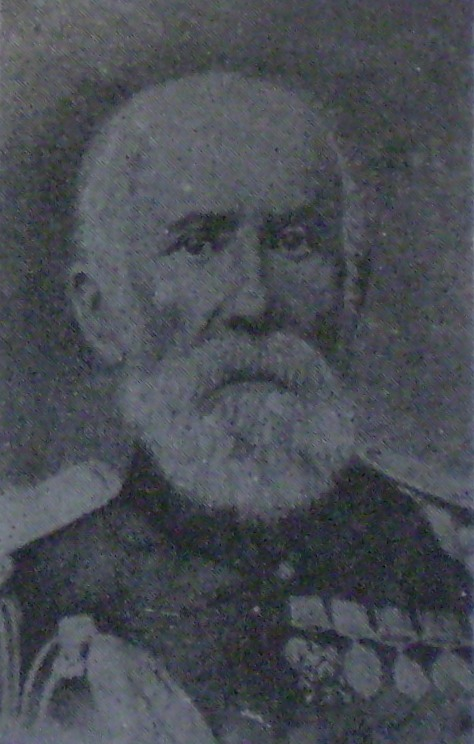
Manuel Olazábal.

Sant Martín va sol·licitar personalment la mà de Laureana Ferrari en nom del seu oficial Manuel Olazábal i va ser el seu padrí de noces el 1819, així com el padrí del primer dels seus fills.
En el transcurs de les guerres civils argentines el seu marit va patir el desterrament en diverses ocasions i els seus fills van actuar en un i en un altre bàndol.
Va morir a Buenos Aires el 6 de setembre de 1870.
Els retrats de les cinc dones que van col·laborar en la confecció de la bandera dels Andes, entre ells el seu, adornen les parets del saló de la bandera del Palau de Govern de Mendoza. Un carrer de la ciutat de Mendoza, una escola de la seva província natal i una altra de la ciutat de Rosario porten el seu nom. Una Escola de la ciutat de Laguna Paiva, a la Província de Santa Fe, porta el seu nom: IITP n.º 691 "Laureana F. de Olazábal".
Una medalla emesa per la Societat Patrícies Argentines de 1910 a la seva memòria es conserva al Museu d'Art Hispanoamericà Isaac Fernández Blanco.
Hi ha també un carrer a El Palomar (Partit de Morón, Província de Buenos Aires) en el límit amb Caseros, va des del final de Cafferatta i és tallada per Perdriel.